# Arabofrancophonie
Arabofrancophonie est un terme qui désigne les francophones d'origine arabe, notamment les maghrébins ayant pour langue natale l'arabe ou le berbère, mais aussi la maîtrise de la langue française,.

## Sources
1. ↑  Arabofrancophonie, Encyclopédie de la francophonie
2. ↑  Haut Conseil de la francophonie, Arabofrancophonie : Volume 10 de Cahiers de la francophonie, Editions L'Harmattan, 2001, 319 p. (ISBN 978-2-7475-1465-1, présentation en ligne)